# David F. Oyster
David Fairfax Oyster, Jr. (* 18. August 1945 in Georgia) ist ein US-amerikanischer Fernsehproduzent, Dokumentarfilmer und Kameramann. 

## Leben
Oyster studierte ab 1963 an der University of Virginia, wo er 1967 den Bachelor of Arts in Sprachgestaltung und Schauspiel erlangte. Von Januar 1970 bis April 1971 diente er als First Lieutenant der United States Army im Vietnamkrieg. Von August 1971 bis Februar 1974 war er Produktionskoordinator bei der Firma Wolper Productions (heute The Wolper Organization). Während dieser Zusammenarbeit war er 1974 als Kameramann beim Film Die Paarungen der Tiere beteiligt. 1975 gründete er seine eigene Firma Oyster Productions. Von 1978 bis 2010 war er als Produzent, Drehbuchautor und Regisseur bei den Sendern KCET in Los Angeles, KQED in San Francisco, WQED in Pittsburgh und Los Angeles sowie bei Oregon Public Broadcasting (OPB) tätig. 1980 war er bei zwölf von dreizehn Episoden Co-Regisseur bei Carl Sagans Dokumentarreihe Unser Kosmos. 1981 war er für die Aufnahmen eines Weißkopfseeadlers im Film Zwei wie Katz und Maus verantwortlich. Für seine Dokumentation Flight of the Whooping Crane aus dem Jahr 1984 konnte Oyster John Huston als Erzähler gewinnen. 1985 drehte er die Falkenszenen für den Film Der Falke und der Schneemann und 1987 die Naturaufnahmen im Film Shy People – Bedrohliches Schweigen. Von 1993 bis 1994 war er außerordentlicher Professor an der School of Cinema und Television der University of Southern California. 1995 war er Dozent an der University of California, Los Angeles. 2010 war er Dozent bei einem Seminar für Dokumentarfilm- und Videoproduktion in den University Centers of the San Miguel in Telluride, Colorado.

## Filmografie (Auswahl)
- 1974: Die Paarungen der Tiere (Birds Do It, Bees Do It, Kamera)
- 1975: Up from the Ape (Kamera)
- 1980: Unser Kosmos (Cosmos: A Personal Voyage, Regie)
- 1984: Flight of the Whooping Crane (Regie, Drehbuch und Produzent)
- 1986: Chesapeake Borne (Regie, Drehbuch und Produzent)
- 1986: Teenage America: Glory Years (Drehbuch)
- 1990: The Earthday Special (Produzent)
- 1994: Futurequest (Produzent)
- 1997: Polar Bears: Arctic Terror (Drehbuch und Produzent)
- 1998: Legendary Lighthouses (Regie und Drehbuch)
- 2007: Saving the American Wild Horse (Kamera)
- 2010: Wild Horses and Renegades (Kamera)